# Génocide en droit canadien
Pour un article plus général, voir Génocide.
En droit canadien, le génocide est défini par le professeur William Schabas comme un fait « commis dans l'intention de détruire, en tout ou en partie, un groupe identifiable de personnes et constituant, au moment et au lieu de la perpétration, un génocide selon le droit international » : la loi dépend donc d'une définition internationale supposée évolutive et s'ouvre déjà vers un minimum de restrictions concernant les groupes protégés.

## Droit pénal
La Loi sur les crimes contre l’humanité et les crimes de guerre prévoit à l'art. 4 concernant le génocide et le crime contre l’humanité, etc., commis au Canada : 

« 4 (1) Quiconque commet une des infractions ci-après est coupable d’un acte criminel :
a) génocide;
b) crime contre l’humanité;
c) crime de guerre.
Punition de la tentative, de la complicité, etc.
(1.1) Est coupable d’un acte criminel quiconque complote ou tente de commettre une des infractions visées au paragraphe (1), est complice après le fait à son égard ou conseille de la commettre.
Peines
(2) Quiconque commet une infraction visée aux paragraphes (1) ou (1.1) :
a) est condamné à l’emprisonnement à perpétuité, si le meurtre intentionnel est à l’origine de l’infraction;
b) est passible de l’emprisonnement à perpétuité, dans les autres cas. »

Il n'existe aucune infraction de commettre le génocide dans le Code criminel. Par contre, le meurtre est une infraction en vertu de l'article 235 du Code criminel. D'après l'arrêt R. c. Bissonette, la peine pour un seul meurtre (l'emprisonnement à perpétuité avec une période de sûreté de 25 ans) est la même que lorsqu'une personne commet des meurtres multiples, peu importe le nombre de meurtres commis. 
Le Code criminel prévoit toutefois une peine de 5 ans pour l'encouragement au génocide à l'art. 318 C.cr.. Cette disposition définit le génocide de la manière suivante : « Au présent article, génocide s’entend de l’un ou l’autre des actes suivants commis avec l’intention de détruire totalement ou partiellement un groupe identifiable, à savoir :
a) le fait de tuer des membres du groupe;
b) le fait de soumettre délibérément le groupe à des conditions de vie propres à entraîner sa destruction physique. »

## Qualification de génocide des assassinats et enlèvements de femmes autochtones
En 2019, dans un rapport commandé par le gouvernement canadien, une commission d'enquête publique qualifie de génocide les assassinats et enlèvements de femmes autochtones commis depuis des décennies et qui se poursuivent encore dans le pays ; elle explique notamment que le phénomène est dû à des décisions de l'État inspirées de l'idéologie colonialiste. Controversé, cet emploi du mot « génocide » est toutefois accepté par le Premier ministre Justin Trudeau. Cette qualification ne risque pas de déboucher sur des accusations pénales dans la mesure où les auteurs du rapport voulaient faire le procès abstrait du « colonialisme » plutôt que de créer une liste de personnes effectivement responsables sur les plans pénal ou civil.

## Droit constitutionnel

### Charte canadienne des droits et libertés
En vertu de l'article 11 g) de la Charte canadienne des droits et libertés, tout inculpé a le droit « de ne pas être déclaré coupable en raison d’une action ou d’une omission qui, au moment où elle est survenue, ne constituait pas une infraction d’après le droit interne du Canada ou le droit international et n’avait pas de caractère criminel d’après les principes généraux de droit reconnus par l’ensemble des nations ». Donc, il y a une exception aux principes de légalité et de non-rétroactivité en droit pénal pour les crimes internationaux comme le génocide. Cela peut être important car avant l'an 2000, il n'existait pas de Loi sur les crimes contre l’humanité et les crimes de guerre.

### Souveraineté parlementaire et disposition de dérogation
Dans les débats judiciaires sur les limites de la disposition de dérogation et de la souveraineté parlementaire, il a été déjà été plaidé que la disposition de dérogation (parfois appelée la clause de souveraineté parlementaire ou clause nonobstant) pouvait mener à des situations gravissimes comme les lois de Nuremberg et l'internement des Japonais pendant la Seconde Guerre mondiale. Ces arguments visent à créer des limites jurisprudentielles à la disposition de dérogation. Le juge dans l'arrêt Hak c. Procureur général du Québec a rejeté ces arguments comme étant « ad terrorem »  sans toutefois rejeter la prémisse que des violations graves du droit international sont possibles en vertu de la souveraineté parlementaire et de la disposition de dérogation. 
Dans l'arrêt Ford c. Québec (Procureur général) de 1988, la Cour suprême du Canada affirme que la disposition de dérogation a seulement des limites législatives de forme, c'est-à-dire qu'elle n'entrevoit pas des limites substantielles de droit international comme les prohibitions du génocide et des crimes contre l'humanité.